# 海地
海地共和國（法語：République d'Haïti），通称海地（法語：Haïti，發音：[a.iti] ⓘ，發音：[ajiti]），是位於加勒比海的島國。全境位於加勒比海第二大岛伊斯帕尼奥拉岛（又稱海地島）西半部，東与多明尼加共和國接壤。
海地人的原本種族為印第安民族的阿拉瓦克人。自西班牙入侵並屠殺原居民後，當地的阿拉瓦克人便急速減少到完全滅絕。
海地是世上第一個由非裔黑人主導建立的國家，亦是美洲在被殖民地化後第二個獨立的國家、加勒比地區第一個獨立的地區。2012年，海地宣布有意尋求在非洲聯盟的準會員地位。
海地是美洲黑人人口比例最大（95%以上）的獨立共和國。然而，該國與人口以拉丁裔為主的邻国多明尼加發展上卻有著天壤之別，海地是美洲最貧窮國家，2021年人均年收入1,943美元、處於低人類發展指數，是美洲唯一的最不發達國家。2019年，海地的人均預期壽命為64歲。2022年人口約1158萬，為加勒比海第一大人口國。

## 历史

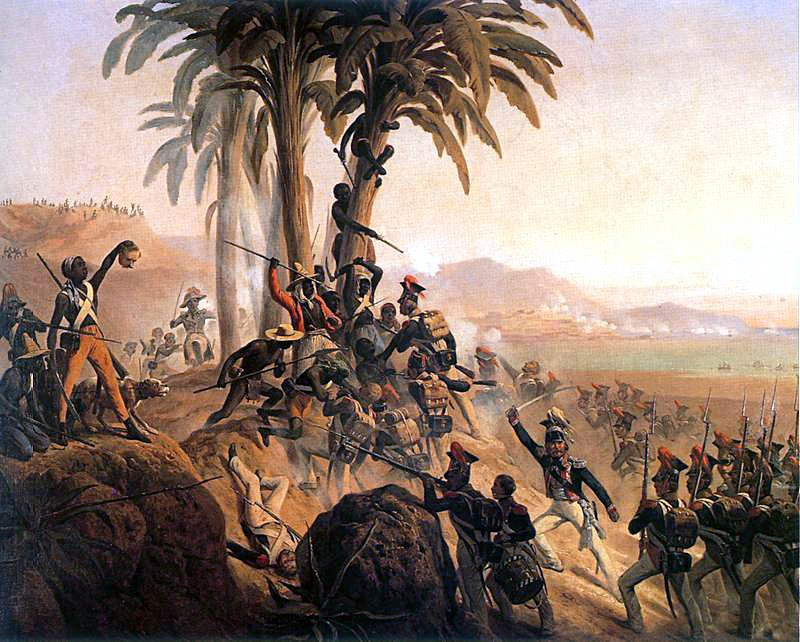
法國僱傭的波蘭傭兵與海地起義軍之間的戰鬥

海地原为印第安人土著部落阿拉瓦克族居住地。1492年12月6日，哥伦布航行至此，将该岛命名为伊斯帕尼奥拉岛（西班牙岛），1502年正式成为西班牙殖民地。受歐洲殖民者帶來的天花流行病影响和西班牙殖民者對土著居民的大肆屠殺，當地的阿拉瓦克族人很快便被種族滅絕了。而後西班牙白人殖民者遂从非洲贩运大量黑奴，成为岛上主要的劳动力。1697年根据勒斯维克条约，海地被割让给法国，稱為法屬聖多明戈。1791年，黑人领袖杜桑·卢维图尔领导海地人发动独立战争，成為拉丁美洲最早争取独立的国家。1804年，起义军攻占太子港并宣布独立，成立了拉丁美洲第一个共和国，同时也是世界首个黑人占主导地位的共和国。
海地独立后，未能建立起稳定有效的政治体制和政权机关，政局动荡，独裁者不断上台又不断被推翻；据统计，从海地独立到1915年的一百年间，共有近90位统治者相继上台。1822年至1844年，海地曾佔領同島的東部地區（今多明尼加）。1915年至1934年，受到美國方面軍事接管。1957年，依託軍隊的民間運動領袖弗朗索瓦·杜瓦利埃贏得海地大選，當選為海地總統，并在死后将总统大位传给其子让-克洛德·杜瓦利埃，建立起家族统治，直到1986年被推翻。之后以亨利·南菲将军为首的“全国执政委员会”在海地实行军事统治。1990年，让-贝特朗·阿里斯蒂德被选举为总统，但他的任期亦遭军事政变破坏。1994年，在联合国授权的国际干预下，阿里斯蒂德重返总统职位。1996年，勒内·普雷瓦尔当选总统。2000年，阿里斯蒂德再度当选总统。2004年2月，叛军迫使阿里斯蒂德逃离该国，展開流亡至2011年。
之后最高法院大法官博尼法斯·亚历山大根据宪法成为临时总统，联合国派出维和部队。2006年2月7日，总统和议会选举举行，33名候选人竞选总统，另有1,300名候选人角逐议会129个席位。2月16日，临时选举委员会主席宣布，希望党总统候选人普雷瓦尔在总统选举中获得51.15％的选票获胜，任期至2011年。
2010年1月12日，海地發生里氏規模7.0的地震，震央距離首都太子港16公里，震源较浅破坏力极强。地震發生在當地時間周二16時53分。隨後又相繼發生了規模5.9和5.5兩次餘震。太子港大量建築倒塌，初步估计死亡规模将达到10萬人-20萬人。官方收殓了约15万具遇难者尸体，但相信还有20万人埋在废墟中，这意味着死亡人数可能高达35万。
2021年7月8日，時任總統弗内爾·摩依士遭遇刺殺身亡，使內定即將卸任的代理總理克劳德·约瑟夫代行總統職務，宣佈海地進入戒严狀態；7月21日，依照摩依士生前的指派由阿里埃尔·亨利就任總理，並接手代行總統職務，约瑟夫則回任外交部長。同年8月14日，時隔11年海地再度發生里氏規模7.3的地震，造成1,419人死亡、5,700人受伤，当天上午宣布海地进入国家紧急状态，联合国投入当地救援工作、世界衛生組織也评估为提供紧急医疗援助。
2024年3月，海地幫派首腦吉姆·切里齊耶發動動亂，同月正出訪海外的海地總理亨利宣布請辭；4月底，臨時政府的過渡總統委員會成立後代行總統職並直接委派總理。

## 地理
海地位于伊斯帕尼奥拉岛西部，国土面积27,750km²，其中27,560km²是陆地，190km²是内水。海地的海岸线长1,771km，与邻国多米尼加的边境长360公里。
海地所在的伊斯帕尼奥拉岛西部海岸十分曲折，但是沿海只有少数幾個附属島嶼。海地属于科迪勒拉山系的中段，具有明显的山地特征，分为四条大致平行的东西走向山脉。在地质上，海地所在的伊斯帕尼奥拉岛并非像科迪勒拉山系那样形成于晚白垩纪或古近纪的阿尔卑斯褶皱运动，而是属于新近纪的断层构造产物，其地壳构造运动自上新世开始，至更新世还在继续。海地境内最高点塞勒峰高度为海拔2,680米。
海地有各种热带气候类型，平原地区一般干旱，山区一般湿润，在科迪勒拉山则可见高山寒带气候。地形对湿度的影响很强，例如在信风的向风坡，年降水量可达1,905毫米（海地的勒博内），同一地的背风坡则只有559毫米（戈纳伊夫）。
海地境内可分为北部平原、北部山脉、中央高原、海地西北山地、海地中部山地、阿尔蒂博尼特、居尔德萨克、莱奥甘、南部山脉等九个自然景观区。
由于长年砍伐，海地的植被都是次生植物，包括热带稀树草原、热带旱生林、半荒漠热带旱生灌丛、热带落叶林、半常绿季雨林、热带雨林、山地常绿林等植物。海地的自然资源包括铝矾土、铜、碳酸钙、黄金、大理石和水力。由於過度砍伐，海地今天只有不到2%的海地領土被保留為森林。其結果是海地的大部分河流乾涸，農田的肥力下降，海地領土日益荒漠化。在最西北部的聖尼古拉斯半島上，有安的列斯群島最大的沙漠。
海地境内最长的河流为阿蒂博尼特河。该国没有可通航河流。
海地的领海线为12海里，毗邻区为24海里，专属经济区为200海里。

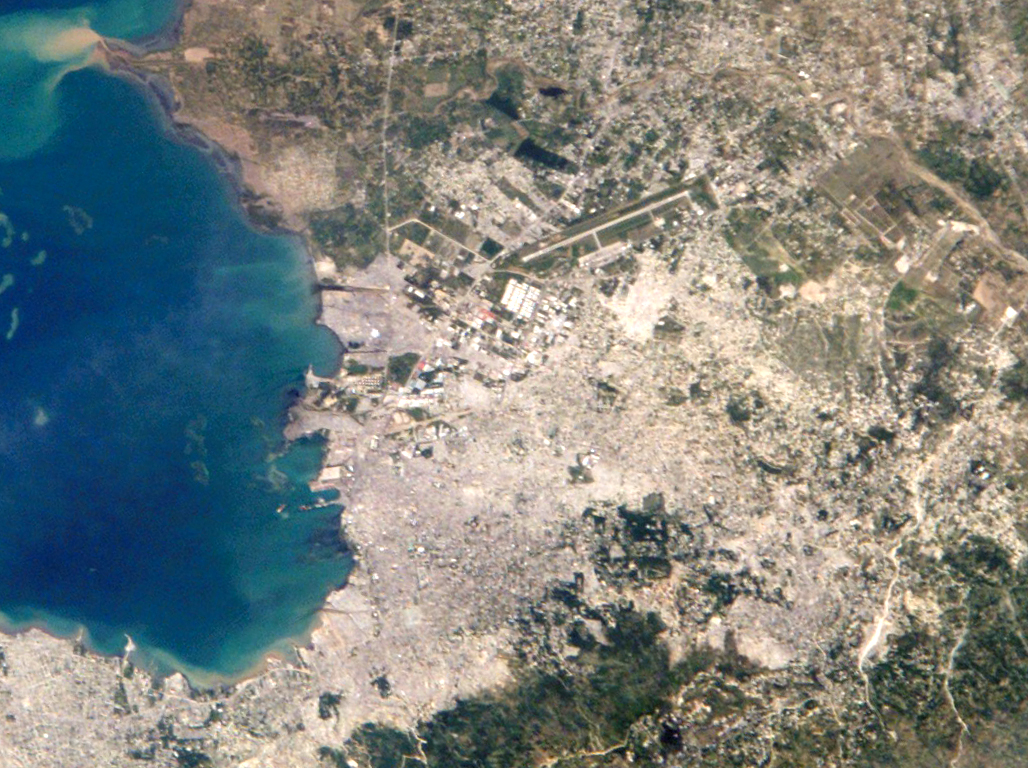
首都太子港卫星照（由NASA提供）

## 政治

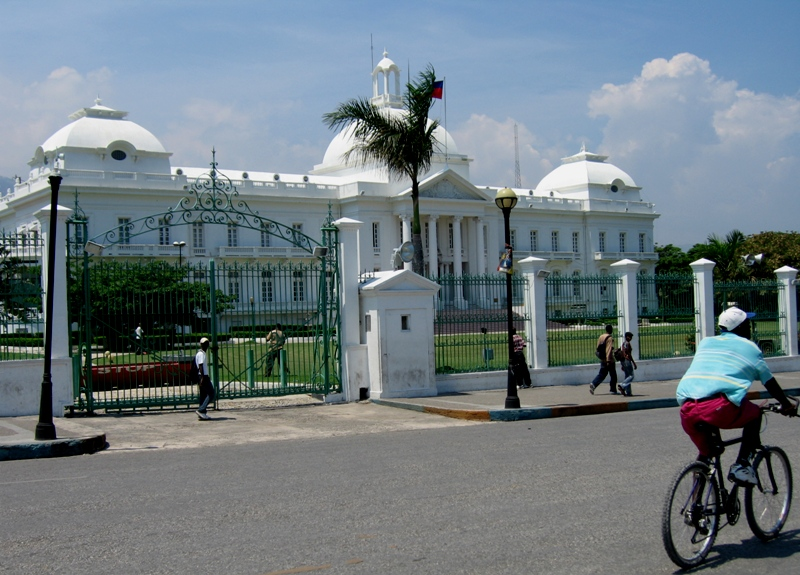
海地國家宮（在2010年海地地震中倒塌）

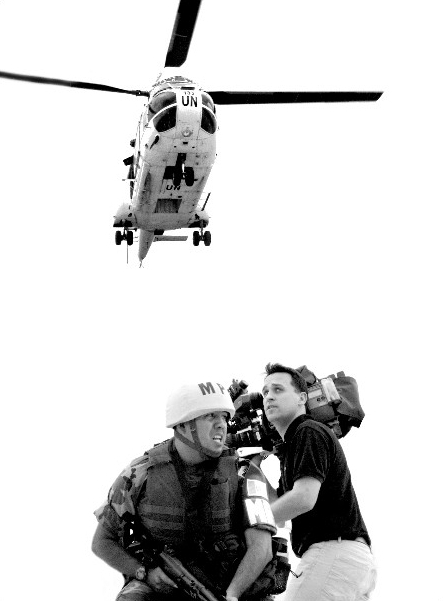
聯合國海地穩定化任務組在2006年执行一次任务（照片作者：Patrick-André Perron）

按照1987年制定的海地宪法，海地是一个单一制共和国，总统为国家元首。行政权由政府实行，政府首脑为总理。立法权由政府和国民会议的参众两院分享。

### 行政
海地总统由选民通过直接选举产生，任期为5年，最多连任两届。总理人选由总统指定，国民議會批准。总理任命各部部长和国务秘书，其执政纲领需要得到国民議會的信任案批准。
海地政府的部门包括：
- 农业、自然资源与农村发展部
- 商业和工业部
- 财政和经济部
- 外交部
- 情报协调部
- 内政和国防部
- 司法部
- 国民教育、青年和体育部
- 计划及外国援助部
- 公共卫生和人口部
- 公共工程、运输和通信部
- 社会事务部

### 立法
海地国民议会是海地的最高立法机构，由参议院和众议院组成。参议院有30名议员，每个区各3名议席，每两年改选其中的三分之一。众议院有119名议员，每四年改选一次。

### 司法
海地属于大陆法系国家，其法律以罗马法为基础。最高司法权归海地最高法院。海地接受海牙国际法庭的裁决。

### 主要政党
- 希望阵线（Fwon Lespwa/Front de l’Espoir）
- 国家民主进步大会（Rassemblement des Démocrats Nationaux Progressistes）
- Respè党
- 重建海地基督教全国联盟（Union Nationale Chrétienne pour la Reconstruction d’Haïti）
- 建立新海地基督教运动（Mouvement Chrétien pour Batir une Nouvelle Haïti）
- 人民奋斗组织（Oganizasyon Pèp Kap Lité）
- 民主同盟党（Alyans/Alliance Démocratique）
- 国家重建阵线（FRN）
- 国家和解独立运动（Mouvement Indépendant pour la Réconcilation Nationale）

### 外交
海地是联合国、世界银行、美洲开发银行、国际货币基金组织、世界贸易组织、加勒比共同体的成员。有三十余国际和地区组织在海地设立了常驻机构。2010年1月地震发生后，国际社会迅速展开救援，并向海地提供经济援助。争取投资和援助、协调各国参与重建是当前海地外交重点之一。目前，海地与中华民国保持外交关系，是少数未与中华人民共和国建交的国家之一，不过海地也与中华人民共和国互设商贸办事处。

### 行政区划

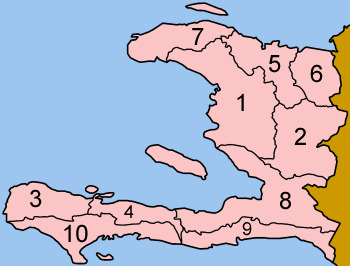
海地省份

海地分10个省（départements），省之下又分为42个区（arrondissement）、146个市镇（commune）和575个市镇分区（section communale）。
海地省份具体如下：
1. 阿蒂博尼特省（Artibonite，首府戈纳伊夫）
2. 中央省（Centre，首府安什）
3. 格朗当斯省（Grand'Anse，首府热雷米）
4. 尼普省（Nippes，首府米拉戈阿讷）
5. 北部省（Nord，首府海地角）
6. 东北省（Nord-Est，首府利贝泰堡）
7. 西北省（Nord-Ouest，首府和平港）
8. 西部省（Ouest，首府太子港）
9. 东南省（Sud-Est，首府雅克梅勒）
10. 南部省（Sud，首府莱凯）

### 軍隊
海地國防部是武裝力量的主體。前海地武裝部隊於1995年復員，但目前正在進行重組。目前海地的國防力量是海地國家警察，它擁有一支訓練有素的特警隊，並與海地海岸警衛隊一起工作。2010年，海地國家警察有7,000人。

## 经济

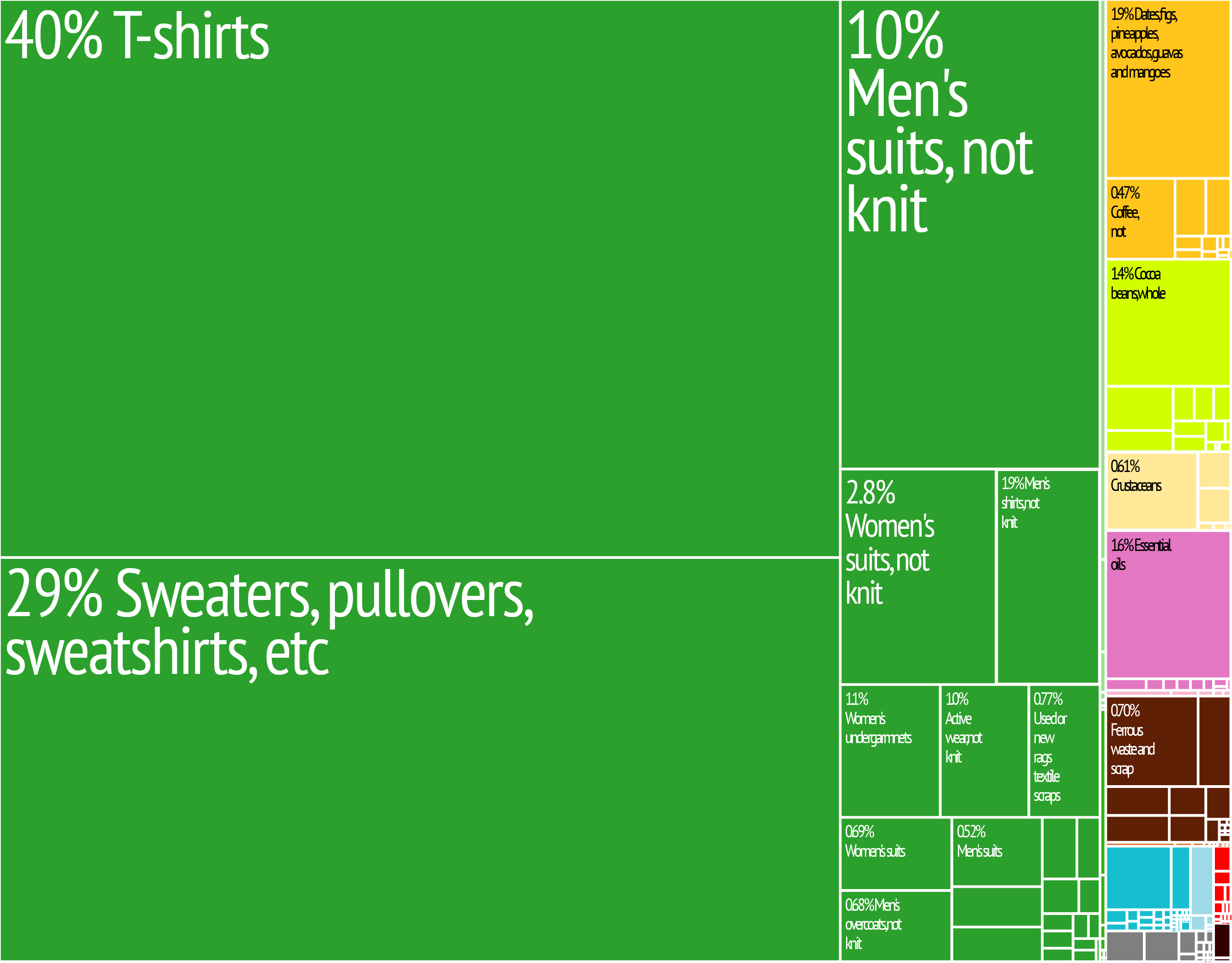
海地的產品出口在28個顏色編碼的類別的圖形化描述

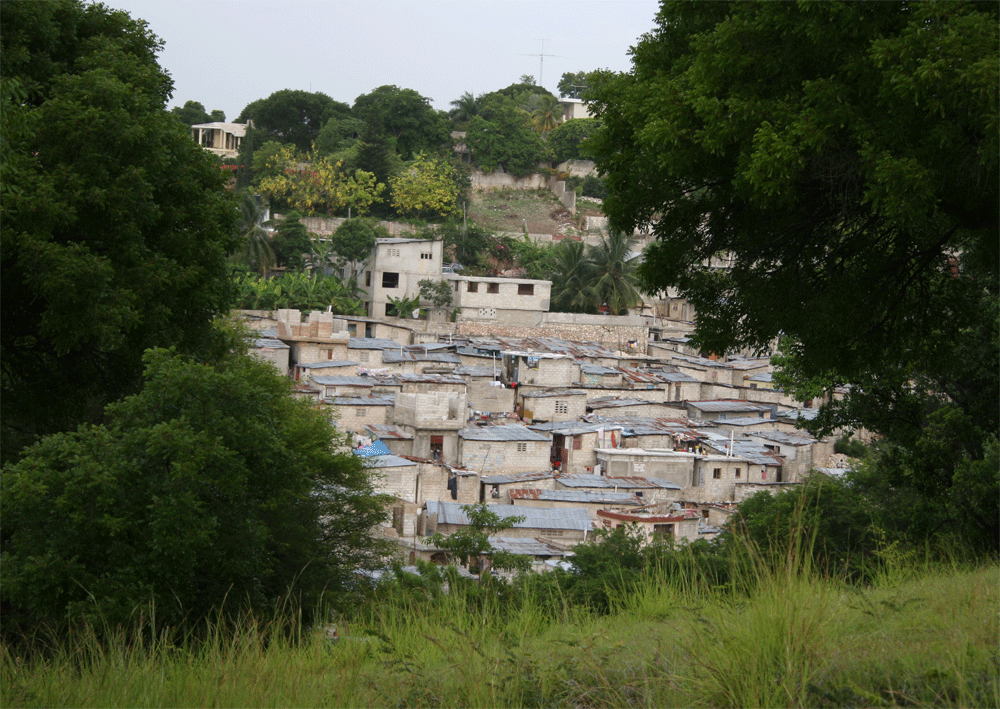
首都的贫民区

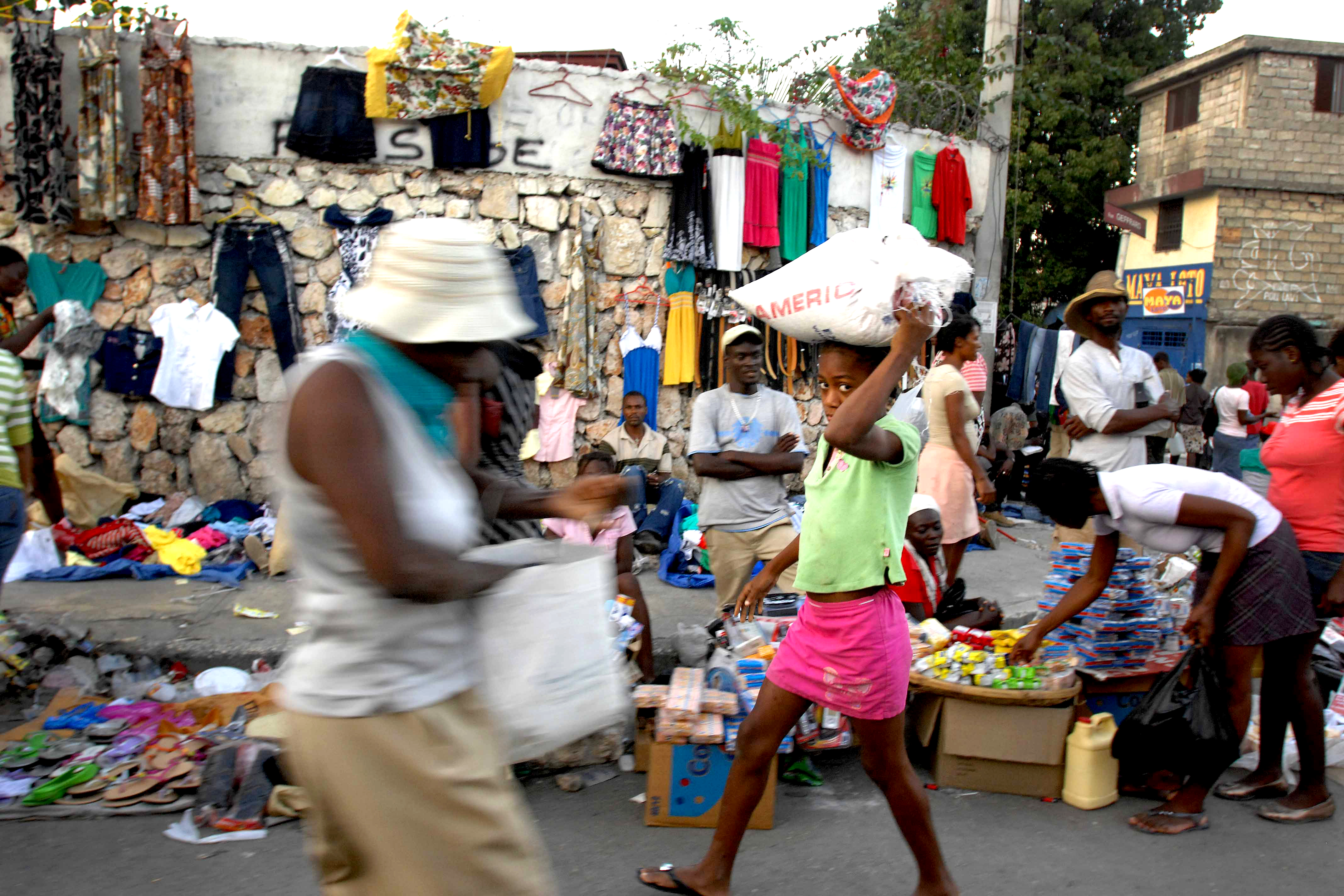
2010年1月20日，婦女在太子港市場

海地是世界上最不发达国家之一。联合国开发计划署的人类发展指数评价中，海地在189个国家中名列第170位，與鄰近普遍是評級為高的國家形成鮮明對比。2004年，海地的GDP（按购买力计算）为120.5亿美元，排名第145位；人均GDP为380美元，排名第150位。2004年海地通货膨胀率为22%，外债为14亿美元。十分之七的海地人每天收入只有一至二美元。
海地货币为古尔德，缩写为HTG，一古尔德合100生丁。海地的经济以自主农业为主。大部分农民在自己拥有的小块土地上耕作，僅提供基本的口粮。自己糊口不获利的小农场占全国耕地总数的70%。造成这种现象的原因是海地独立后亚历山大·佩蒂翁将面积广大的甘蔗种植园拆分成小地产分配给黑人所致（1791年海地的糖出口量为74,000吨，1825年跌至20,000吨，1960年为15,000吨）。在1791-1802年海地黑人起义期间，北部干燥平原上的白人建立的灌溉系统被黑人奴隶破坏，至19世纪初因老化失修被彻底废弃，导致占海地人口50%的北海地人只能在占全国耕地总面积17%的耕地上生活。1915年-1934年美国占领海地期间，白人重新在海地北部建立了一些大农场，其面积占全国耕地的7%，但提供了海地全国30%的农业产量。雖然又要過著出口給美國白人貿易商的日子，但海地這下才基本保住溫飽。
1987年之前，海地國內生產的稻米仍能供應國內需求，因此當時海地人以稻米為主食，但美國前總統克林頓任內（1992年-2000年），克林頓政府施壓海地政府調降美國稻米進口關稅從35％到3％，美國產稻米過於強勢，竟佔海地民眾稻米年消費總量40萬公噸的4分之3。農業生產基礎完全被摧毀，柯林頓在聯合國駐海地特別大使任內因此道歉。
現在海地的主要粮食作物为玉米（种植面积约30万公顷）和高粱。北方有少量旱稻，阿蒂博尼特区有7万公顷的水稻田。木薯、甘薯、山药等块茎作物和香蕉仅供海地本国居民食用，并不出口。海地的主要经济作物是咖啡，其种植面积约14万公顷，其出口量在2.2万吨至4万吨之间浮动。次要的经济作物包括甘蔗和剑麻。2004年，海地的出口总额为3.38亿美元，最大的出口对象是美国（占海地出口总额的81.8%），其次是多米尼加和加拿大。粮食是海地最主要的进口商品，其次是纺织品和其他消费品。2004年海地的进口额为10.85亿美元，最大的进口国是美国（占海地进口总额的52.9%），其次是多米尼加、日本和德国。
由于能源不足，海地的工业非常不发达。1960年代在阿蒂博尼特河谷也在白人協助下建立了水力发电厂，首都太子港有水泥、面粉、制鞋、纺织、肥皂、制药、饮料、植物油、塑料、家具、酿酒等小型消费工业，北部平原有剑麻加工厂，累凯平原的甘蔗种植区有糖厂。海地的失业率极高，三分之二的工人没有固定的工作。
海地政府曾致力于发展旅游业，并曾经设立了专门的旅游部。到1956年，海地的外国游客已经达6.6万人，主要是来自北美的游客，他们为海地政府带来了除咖啡出口外的第二大外汇收入（1961年为1,000万美元）。1962年后，由于政治動盪和愛滋病，来自外国的游客数量大大下降。
美国是海地最大的援助国，在1995财政年度至1999财政年度之间，美国向海地提供了8.84亿美元的援助，用于购买食品、农业发展、教师培训、计划生育和健康保障计划。美国和平队和其他民间慈善组织也向海地派出援助人员。国际货币基金组织和国际开发协会也向海地提供了财政援助。

## 社会

### 人口
根据2008年联合国报告估计，海地的人口980万，分布非常稠密。大多数人居住在沿海地区和山谷的平原。大约95%的海地人是西非黑人的后裔，剩余大多是黑白混血的穆拉托人。海地人按黑人血统区分社會地位，黑人血統愈少地位愈高。由此穆拉托人通常地位較高，多数住在太子港從事政治和工商業，黑人大多住在西非式小村從事農作、當兵或低技術工作。93%的海地人住在农村和2,000人以下的小城镇，85%的人口从事农业。
法语是政府语言之一，但只有10%的人讲法语。所有的海地人都会说另外一种官方语言——海地克里奥尔语。日後其年青人和商人开始讲英语。海地的主要宗教是天主教，虽然大部分人都私下信仰海地伏都教。
海地最大的城市是首都太子港，位于戈纳夫湾内，人口两百多万。北方的海地角是海地的第二大城市和第二大海港，曾经是法属圣多明戈的首府和海地的首都，城中有许多高大华丽的公共建筑和宽阔的街道、广场。在城南十八公里处，有曾经统治海地北部的亨利·克里斯托夫国王仿照德国波茨坦宫殿建造的逍遥宫废墟，以及拉费埃尔城堡遗址（世界文化遗产）。

## 文化

### 宗教
海地人口约94.3%宣称信仰基督教，绝大多数目前从属于天主教，佔人口的66.7%。
海地有相当多虔诚的天主教基督徒，国内亦有不少殖民时期建立的天主堂。另有相当数量海地人信奉海地伏都教（又称巫毒教）。这种起源自非洲的传统多神教，同时融入了一些源于天主教文化传统的元素，因而为传教士所不齿。美國中央情報局《世界概況》報告稱，2.1%的海地人口自認為信仰海地伏都教，但同時補充稱，「許多海地人除了信仰其他宗教（最常見的是天主教）外，還遵循伏都教的習俗」。儘管天主教會強烈譴責伏都教，但由於海地人經常以融合的方式信仰伏都教，因此伏都教的信仰比例存在爭議。海地新教基督徒遵循伏都教習俗的可能性較小，因為他們的教會強烈譴責伏都教是惡魔。 该教因法国人由非洲掳走大量黑人到法国的殖民地做奴隶，从而传入海地。前总统弗·杜瓦利埃就曾利用此崇拜，建立名为“通顿马库特”（意为“吃人魔王”）的私人武装，严格控制人民。
在2003年海地伏都教成為繼天主教之後，海地第二大官方宗教。

### 音乐
海地人信仰的伏都教认为音乐是现实世界和理想世界间的桥梁和中介，这对海地音乐影响极为深远，海地流行的各种音乐题材，差不多都与伏都教的宗教仪式以及社会礼仪有关。

### 饮食

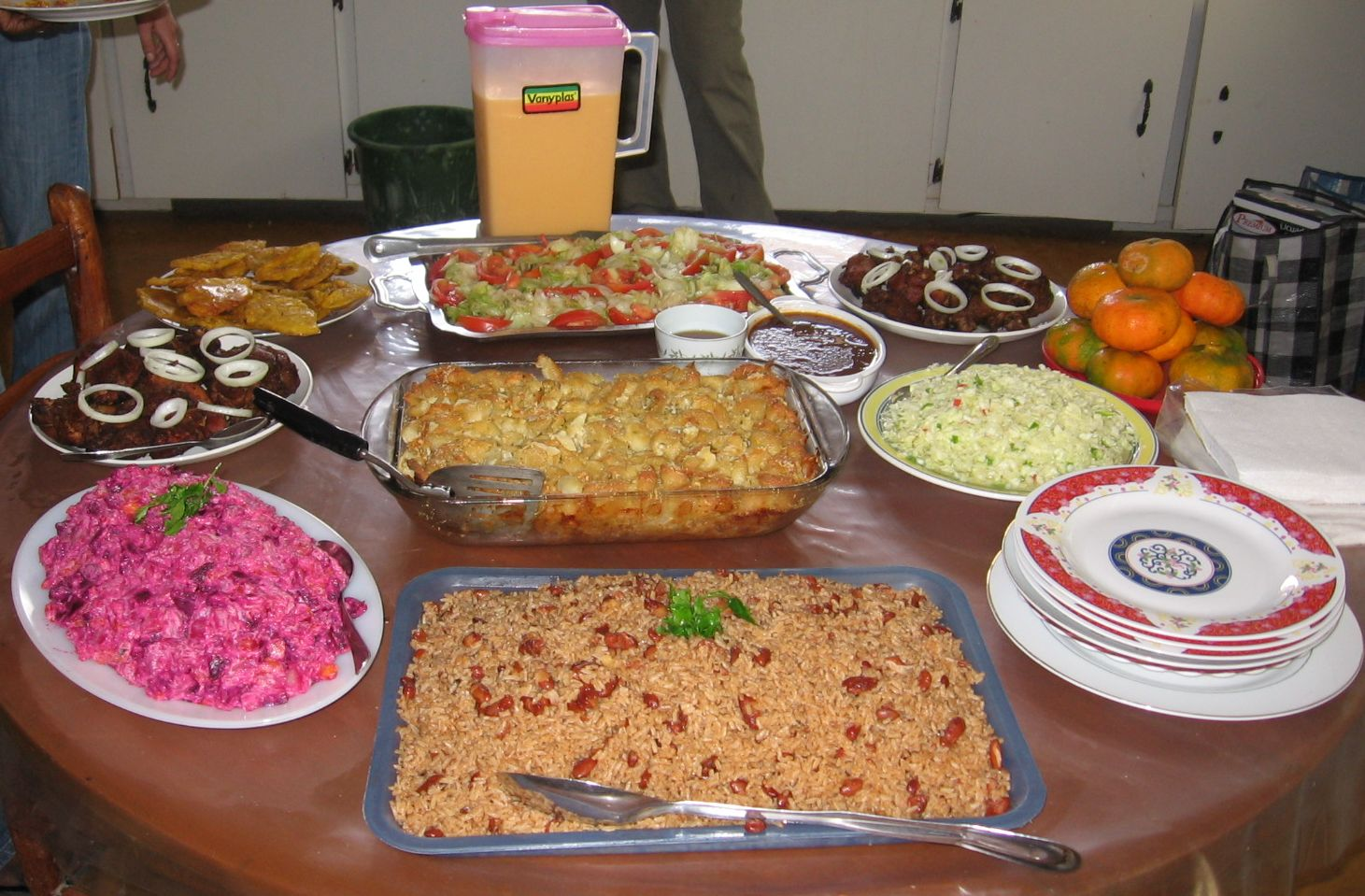
當地典型食物

海地的烹饪受法国饮食影响很大，但是也有许多当地特色。大米和豆子是主要的食物。海地人喜食橄榄油饭。其作法为：先把水烧开后下米，然后倒入橄榄油，饭熟后过冷水再涂上牛油，上火焖至水乾。海地居民多吃两餐。
其他常见食物和调料包括猪肉、羊肉、鸡、鱼、玉米粉、秋葵、茄子、番茄、红辣椒、绿辣椒、车前草、芹菜、洋葱、芫荽、大蒜。民族菜有辣椒炸猪肉、玉米粉鲤鱼、豌豆或牛肉大米饭、香蕉、甘薯和山药。城镇居民多喝可口可乐、百事可乐等饮料。农民常食用芒果、山药、 豆类、甘薯和玉米等。只有在节日里，才食用肉、蛋和奶类。

## 交通

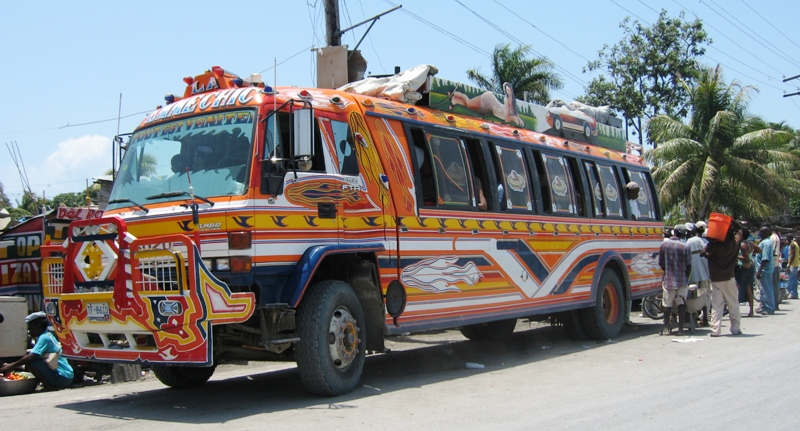
海地观光巴士

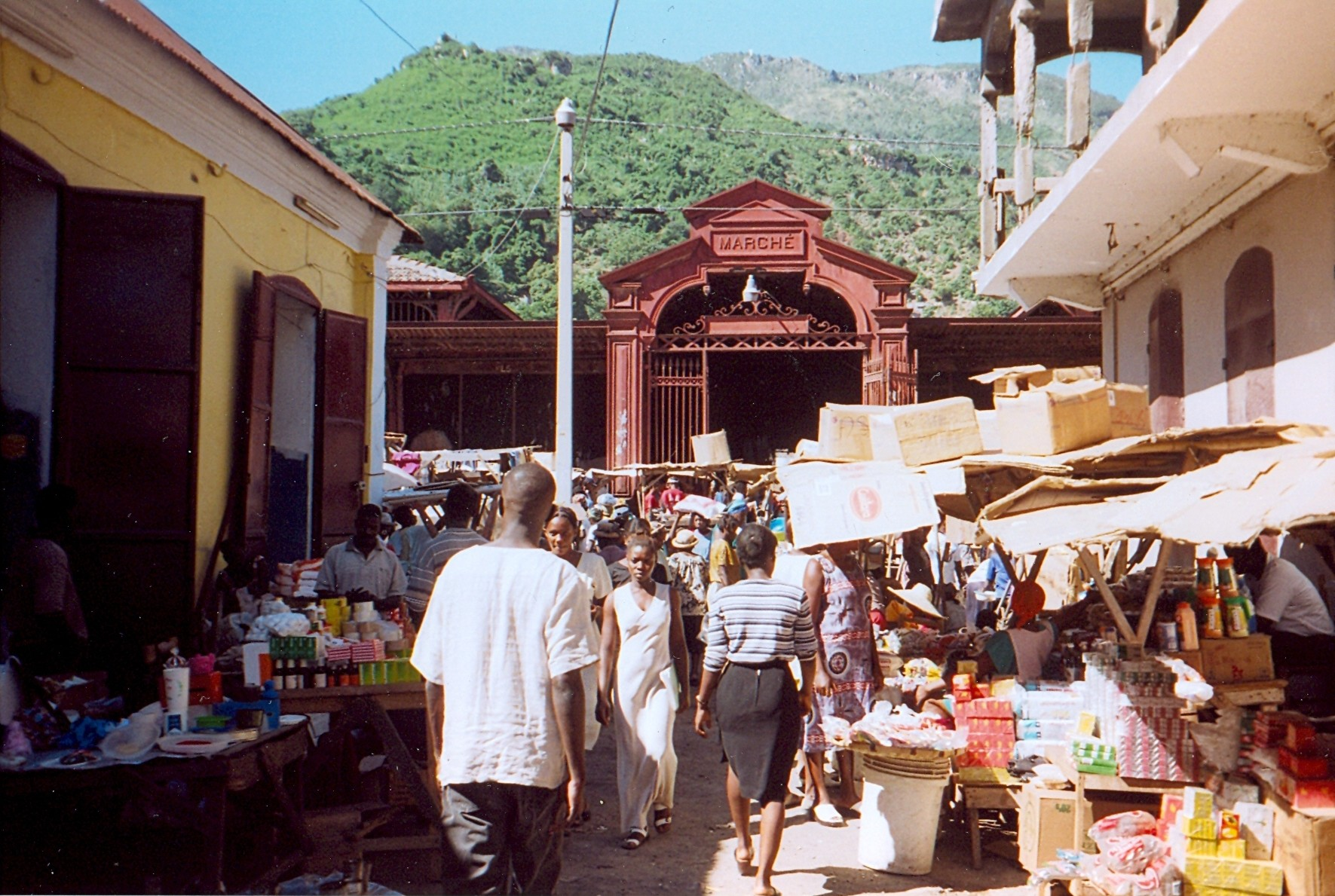
傳統觀光區

海地的交通并不发达。该国只有一条长约135公里的铁路，从太子港向北通往阿蒂博尼特平原的韦雷特。由于乘客人数下降，这条铁路在1960年终止了客运服务（该年的乘客只有2,200人次）。在北方的甘蔗和剑麻种植园中，有总长度约120公里的私有窄轨铁路。
海地国内的公路总长度约3,000公里，大部分公路的路面情况很差，在雨季无法通行。唯一的一条全天候柏油公路位于太子港与海地角之间。海地的国内货运和客运依赖于卡车和骡马，短距离旅行则徒步完成。海地约有500条帆船从事沿海货运业务。由于缺乏公路，海地建立了一个相对稠密的国内空中交通网，全国有八座机场。太子港有一座国际機場（詳見杜桑·卢维杜尔國際機場）。
海地的主要对外出口也通过太子港的港口进行，该港有长约600米的混凝土栈桥码头，是在该城建城200周年时由国际商品交易会捐赠的，可以同时停泊4艘海轮，港区北部是渔船和货船的泊位。海地角是第二大外贸港口，和平港是最大的铝矾土出口港。

## 圖集

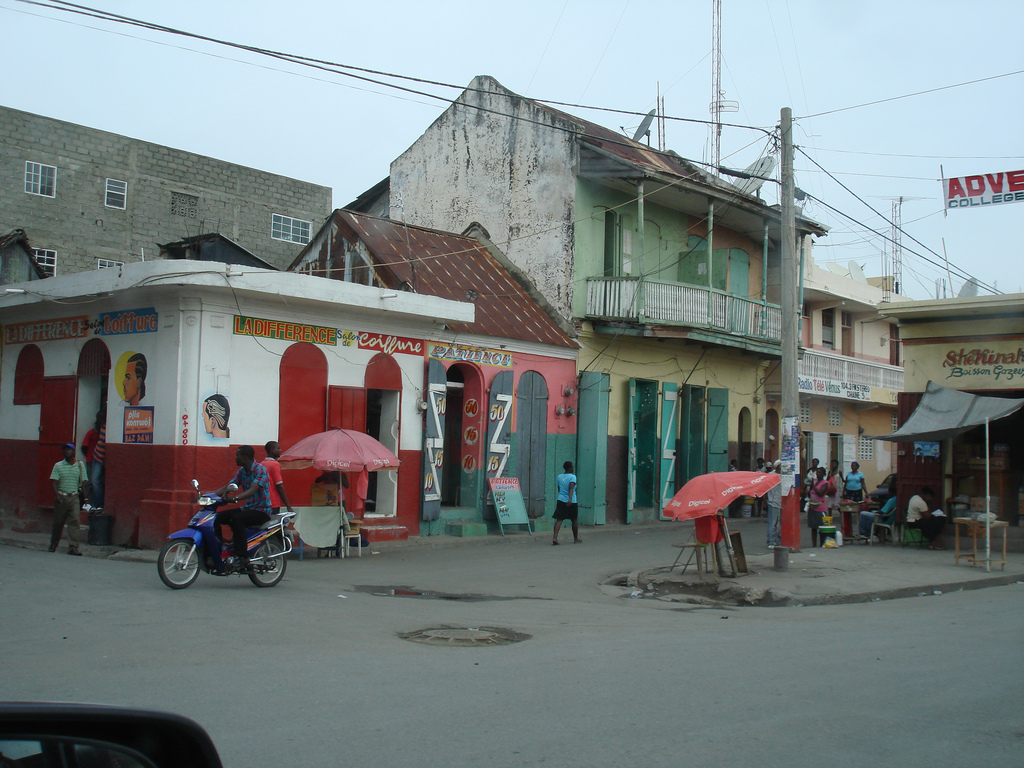
中產階級社區，部分人家裝有衛星碟收看美國電視
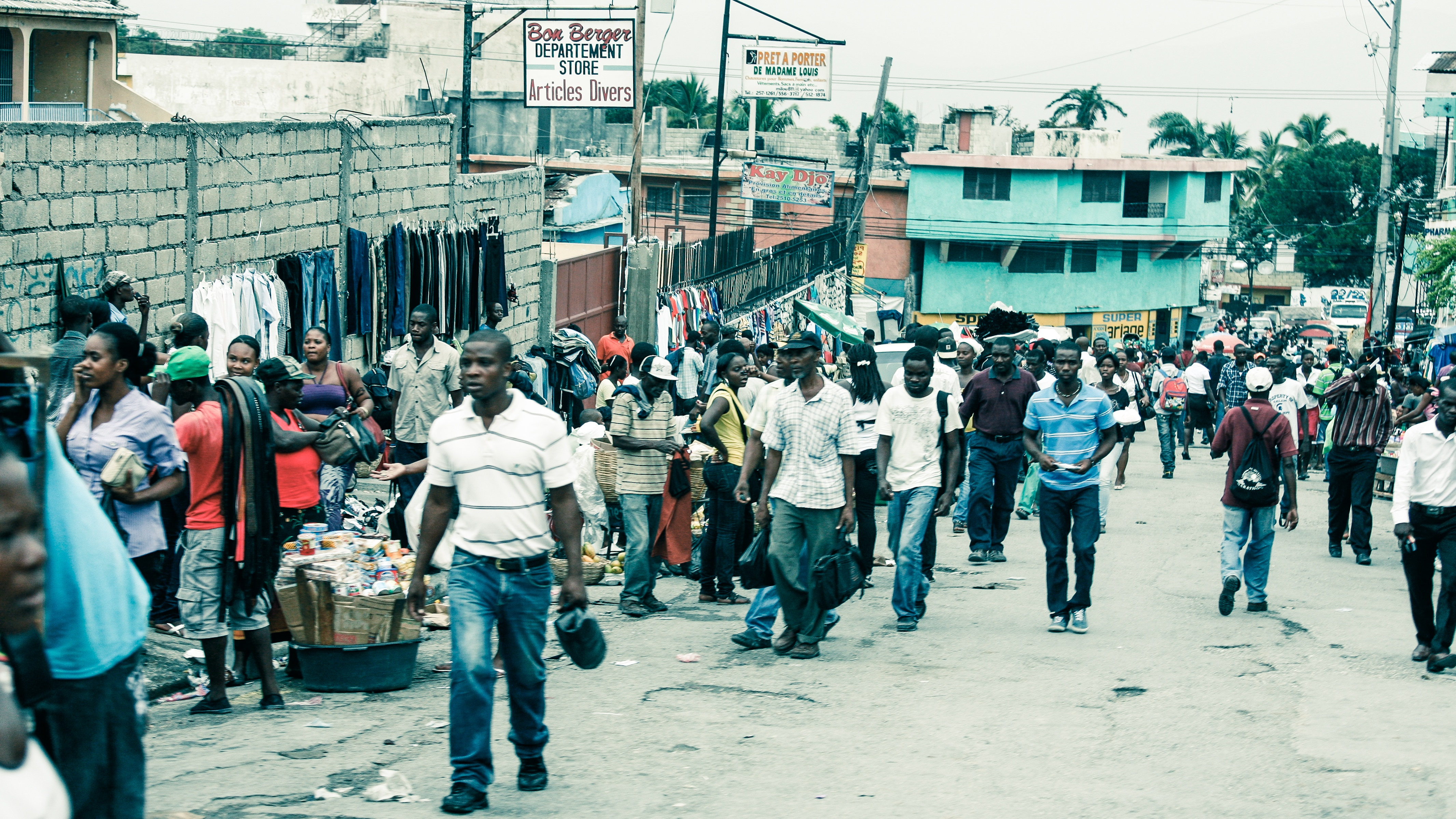
食物救濟站